# Gustav Zorn
Gustav Zorn (Milano, 16 marzo 1845 – Bordighera, 15 dicembre 1893) è stato un pittore austriaco, esponente della pittura ottocentesca.

## Biografia

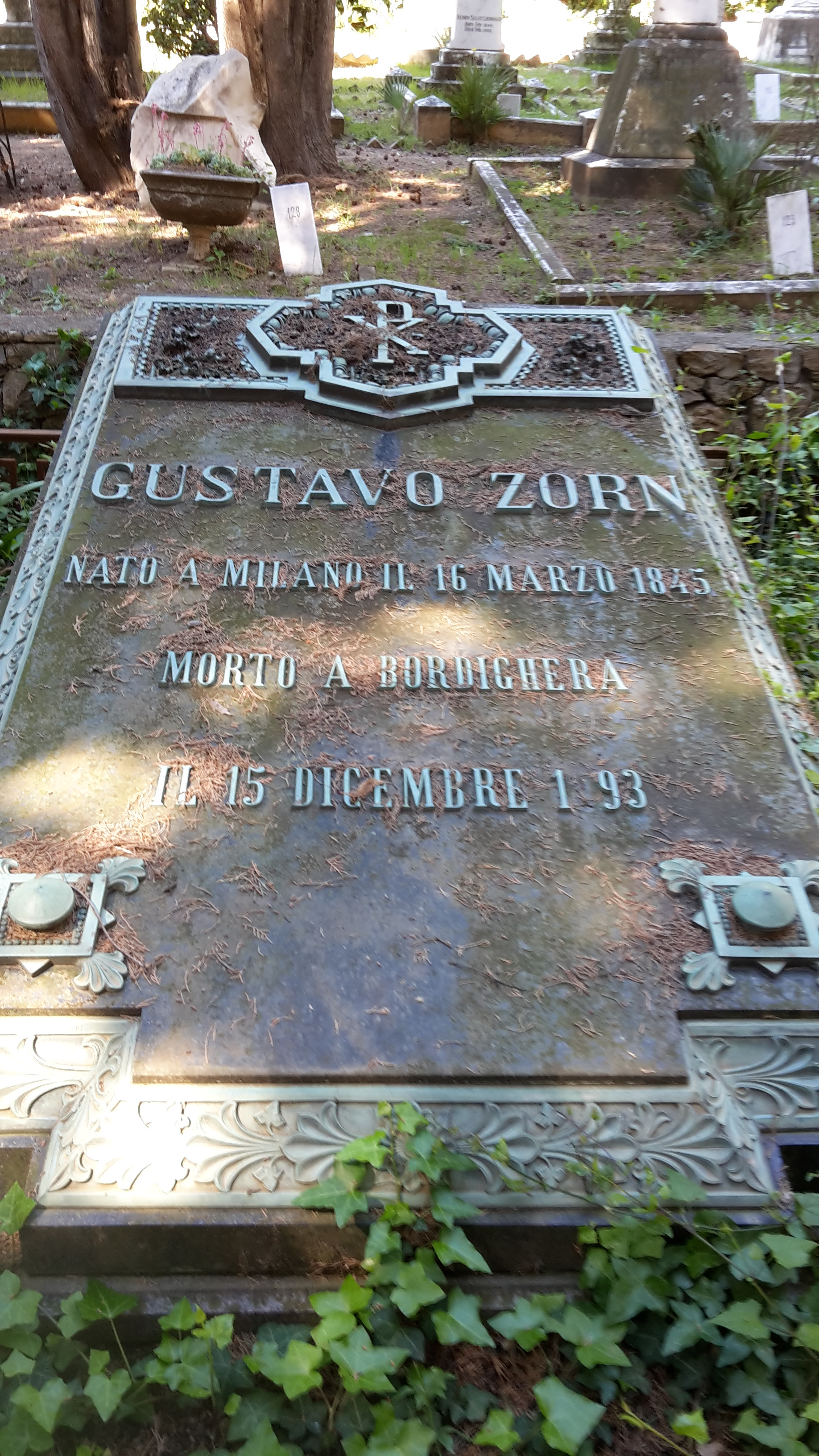
Tomba di Gustav Zorn

Gustav Zorn discende da una famiglia di funzionari austriaci. Nasce il 16 marzo 1845 a Milano, luogo di lavoro del padre. La famiglia Zorn fu molto legata all'Italia e nel 1870 il padre comprò una villa a Sesto San Giovanni dalla famiglia Marzorati. L'acquisto di queste “ville di delizie” nell'allora campagna milanese, non era cosa rara nell'alta società dell'epoca.
Gustav Zorn fu inviato a studiare presso la Scuola di Belle Arti di Karlsruhe (Maler-Akademie), dove divenne allievo di Ferdinand Keller. Si specializzò nella pittura animalista anche se naturalmente non furono i suoi unici soggetti. Villa Zorn, a Sesto San Giovanni, fu decorata con numerosi affreschi dallo stesso pittore.
Nel 1875 si stabilì a Bordighera dove realizzò numerose marine e quadri che riprendevano la vita della cittadina e dei suoi dintorni. Conobbe naturalmente tutti gli artisti del suo tempo che soggiornavano in città e strinse un legame particolare con Giuseppe Ferdinando Piana che non solo divenne suo allievo ma anche suo genero visto che ne sposò la figlia Geltrude.